# Columbia City (Oregon)
Columbia City és una població dels Estats Units a l'estat d'Oregon. Segons el cens del 2007 tenia 1.955 habitants.

## Demografia
Segons el cens del 2000, Columbia City tenia 1.571 habitants, 595 habitatges, i 448 famílies. La densitat de població era de 808,8 habitants per km².
Dels 595 habitatges en un 32,9% hi vivien nens de menys de 18 anys, en un 67,2% hi vivien parelles casades, en un 5,4% dones solteres, i en un 24,7% no eren unitats familiars. En el 19% dels habitatges hi vivien persones soles el 7,6% de les quals corresponia a persones de 65 anys o més que vivien soles. El nombre mitjà de persones vivint en cada habitatge era de 2,63 i el nombre mitjà de persones que vivien en cada família era de 2,97.
Per edats la població es repartia de la següent manera: un 25,8% tenia menys de 18 anys, un 6% entre 18 i 24, un 25,5% entre 25 i 44, un 30,6% de 45 a 60 i un 12,2% 65 anys o més.
L'edat mediana era de 40 anys. Per cada 100 dones de 18 o més anys hi havia 99 homes.
La renda mediana per habitatge era de 59.545$ i la renda mediana per família de 62.596$. Els homes tenien una renda mediana de 46.964$ mentre que les dones 33.125$. La renda per capita de la població era de 25.266$. Aproximadament el 2,8% de les famílies i el 4,5% de la població estaven per davall del llindar de pobresa.

## Poblacions més properes
El següent diagrama mostra les poblacions més properes.